# Avril 1993

## Évènements
- Débuts sur le marché français du téléphone mobile cellulaire.
- 1er avril : décès de Andrée Brunin, poète français.
- 2 avril : Philippe Séguin est élu président de l'Assemblée nationale.
- 3 avril : Laurent Fabius est mis en minorité au PS et remplacé par une direction provisoire présidée par Michel Rocard.
- 4 avril : première rencontre Eltsine-Clinton à Vancouver, Canada.
- 8 avril : la Macédoine est admise à l'ONU.
- 11 avril (Formule 1) : Grand Prix automobile d'Europe.
- 15 avril :
  - Dépôt des statuts de la Fédération syndicale unitaire, scission de la FEN ;
  - Le Limoges CSP devient le premier club français de sport collectif à remporter le titre de Champion d'Europe, à Athènes, face aux Benetton Trévise.
- 19 avril : suicide collectif de plusieurs dizaines de membres de la secte des « davidiens » durant l'assaut du FBI à Waco au Texas.
- 25 avril (Formule 1) : Grand Prix automobile de Saint-Marin.
- 27 avril : accident du Vol 319 Zambian Air Force au large du Gabon : l'équipe de Zambie de football est décimée.

## Naissances
- 1er avril :
  - Zhanibek Alimkhanuly, boxeur kazakh.
  - Sérgio Fernández, athlète espagnol.
  - Andréanne Langlois, kayakiste canadienne.
  - Julius Kühn, handballeur allemand.
- 6 avril : Julien Schwarzer (SCH), rappeur français.
- 9 avril : 
  - Will Merrick, acteur anglais.
  - Rayane Bensetti, acteur et mannequin français, gagnant de la saison 5 de Danse avec les Stars.
- 15 avril : Guillaume Babouin, boxeur et mannequin français.
- 19 avril : Sebastian de Souza, acteur anglais.
- 23 avril : Alexy Bosetti, footballeur français

## Décès
- 1er avril : Andrée Brunin, poète français (° 13 février 1937).
- 2 avril : Lucien Outers, homme politique belge (° 9 avril 1924).
- 5 avril : 
  - Hédi Nouira, homme politique tunisien (° 5 avril 1911).
  - Philippe Habert, politologue français, mari de Claude Chirac (° 22 août 1958).
- 14 avril : Alice Ettinger, radiologue germano-américaine  (° 8 octobre 1899)